# Петровское (Моркинский район)
Петровское (мар. Петровский) — село в Моркинском районе Республики Марий Эл России. Входит в состав Семисолинского сельского поселения.

## География
Село находится в юго-восточной части республики, в зоне хвойно-широколиственных лесов, на расстоянии примерно 18 километров (по прямой) к северо-востоку от посёлка городского типа Морки, административного центра района. Абсолютная высота — 116 метров над уровнем моря.

### Климат
Климат характеризуется как умеренно континентальный, с умеренно холодной снежной зимой и относительно тёплым летом. Среднегодовая температура воздуха — 2,3 °С. Средняя температура воздуха самого тёплого месяца (июля) — 18,2 °C (абсолютный максимум — 38 °C); самого холодного (января) — −13,7 °C (абсолютный минимум — −47 °C). Безморозный период длится с середины мая до середины сентября. Среднегодовое количество атмосферных осадков составляет 491 мм, из которых около 352 мм выпадает в период с апреля по октябрь.

### Часовой пояс
Село Петровское, как и вся Марий Эл, находится в часовой зоне МСК (московское время). Смещение применяемого времени относительно UTC составляет +3:00.

## Население
| 2010 |
| ---- |
| 280  |

### Национальный состав
Согласно результатам переписи 2002 года, в национальной структуре населения русские составляли 37 %, марийцы — 35 %, татары — 27 %.

## Известные жители
- Зорина Нина Ивановна (1932—2008) — рабочая, бригадир лесокультурных работ лесного питомника Алексеевского лесничества Моркинского межлесхоза Марийской АССР (1961―1987). Лауреат Государственной премии СССР (1984).
- Карягин Венедикт Павлович (1930—1992) — советский и российский учёный-конструктор, доктор технических наук, профессор. Заместитель директора по научной работе НПО имени С. А. Лавочкина, старший научный сотрудник Института радиотехники и электроники АН СССР (1954―1992). Профессор МАИ. Лауреат Государственной премии СССР (1985).